# Grupa Coxetera
Grupą Coxetera – grupa z wyróżnionym układem generatorów {\displaystyle \{r_{i}:i\in I\},} którego elementy spełniają następujący układ relacji:
{\displaystyle (r_{i}r_{j})^{n_{ij}}=1{\text{ dla }}i,j\in I,}
gdzie:
{\displaystyle n_{ii}=1,} czyli {\displaystyle r_{i}^{2}=1} dla dowolnego {\displaystyle i\in I,}
{\displaystyle n_{ij}=n_{ji}\in \mathbb {Z} \cup \{\infty \}} dla {\displaystyle i,j\in I,i\neq j,} przy czym {\displaystyle n_{ij}\geqslant 2;} dla {\displaystyle n_{ij}=\infty } nie istnieje relacja między {\displaystyle r_{i}\,{}} a {\displaystyle {}\,r_{j}}.
Nazwa pojęcia pochodzi od nazwiska Harolda Coxetera. Grupy tego rodzaju są rozważane w teorii grup dyskretnych jako uogólnienie grup odbić generowanych przez odbicia względem hiperpowierzchni w przestrzeni euklidesowej. Każda grupa odbić jest grupą Coxetera, jeśli jej generatorami są odbicia względem hiperpowierzchni ograniczających wielościan fundamentalny.
Macierz {\displaystyle (n_{ij}),} gdzie {\displaystyle i,j\in I} nazywa się macierzą Coxetera danej grupy Coxetera. Macierz ta i sama grupa może być zadana za pomocą grafu Coxetera – grafu o wierzchołkach {\displaystyle \{a_{i}:i\in I\},} w którym wierzchołki {\displaystyle a_{i}} i {\displaystyle a_{j}} są połączone {\displaystyle (n_{ij}-2)}-krotną krawędzią, jeśli {\displaystyle n_{ij}<\infty } (w szczególności nie są w ogóle połączone, jeśli {\displaystyle n_{ij}=2}) i są połączone grubą krawędzią, jeśli {\displaystyle n_{ij}=\infty .} Czasem zamiast łączyć wierzchołki grafu krawędziami wielokrotnymi, łączy się je jedną krawędzią ze znakiem {\displaystyle n_{ij}} nad nią.

## Własności
- Jeśli {\displaystyle n_{ij}=2,} to mnożenie {\displaystyle r_{i}} przez {\displaystyle r_{j}} jest przemienne.
- {\displaystyle n_{ij}} jest rzędem elementu {\displaystyle r_{i}r_{j}.}

## Przykłady
- Każda grupa generowana przez dwa elementy rzędu 2 jest grupą Coxetera o macierzy postaci {\displaystyle \left[{\begin{smallmatrix}2&m\\m&2\end{smallmatrix}}\right].} Jej graf Coxetera:

- Grupa symetryczna {\displaystyle {\mathfrak {S}}_{n}} jest grupą Coxetera względem generatorów {\displaystyle r_{i}=(i,i+1)} dla {\displaystyle i=1,2,\dots ,n-1} ({\displaystyle r_{i}} jest transpozycją elementów {\displaystyle i} i {\displaystyle i+1}). Jej graf Coxetera:

- Macierzą Coxetera grupy {\displaystyle {\mathfrak {S}}_{4}} jest:

{\displaystyle {\begin{bmatrix}2&3&2\\3&2&3\\2&3&2\end{bmatrix}}}
- Grupa {\displaystyle PGL=GL_{2}(\mathbb {Z} )/\{\pm 1\}} jest grupą Coxetera względem generatorów:

{\displaystyle r_{1}=\left\{\pm {\begin{bmatrix}-1&0\\0&1\end{bmatrix}}\right\},\;r_{2}=\left\{\pm {\begin{bmatrix}-1&0\\1&1\end{bmatrix}}\right\},\;r_{3}=\left\{\pm {\begin{bmatrix}0&-1\\1&0\end{bmatrix}}\right\}.}
Jej graf Coxetera:

## Skończone grupy Coxetera
H.S.M. Coxeter w roku 1934 znalazł wszystkie grupy odbić w n-wymiarowej przestrzeni euklidesowej {\displaystyle E^{n}} i wykazał, że są one grupami Coxetera. W następnej pracy wykazał, że każda skończona grupa Coxetera jest izomorficzna z pewną grupą odbić w {\displaystyle E^{n},} której elementy mają wspólny punkt stały. W ten sposób otrzymał klasyfikację grup skończonych Coxetera.

Grafy (diagramy) Coxetera skończonych grup Coxetera.

## Nieskończone grupy Coxetera
Wśród nieskończonych grup Coxetera można wyróżnić grupy paraboliczne, izomorficzne z pewną grupą odbić w przestrzeni euklidesowej {\displaystyle E^{n}} i grupy hiperboliczne, izomorficzne z pewną grupą odbić przestrzeni hiperbolicznej {\displaystyle L^{n},} elementy których nie mają wspólnej hiperpłaszczyzny niezmienniczej o wymiarze mniejszym od n (w przypadku hiperbolicznym za hiperpłaszczyznę należy uważać również punkt w nieskończoności).
Wszystkie paraboliczne grupy Coxetera zostały znalezione przez H.S.M. Coxetera, który udowodnił, że są to afiniczne grupy Weyla z teorii półprostych grup Liego.

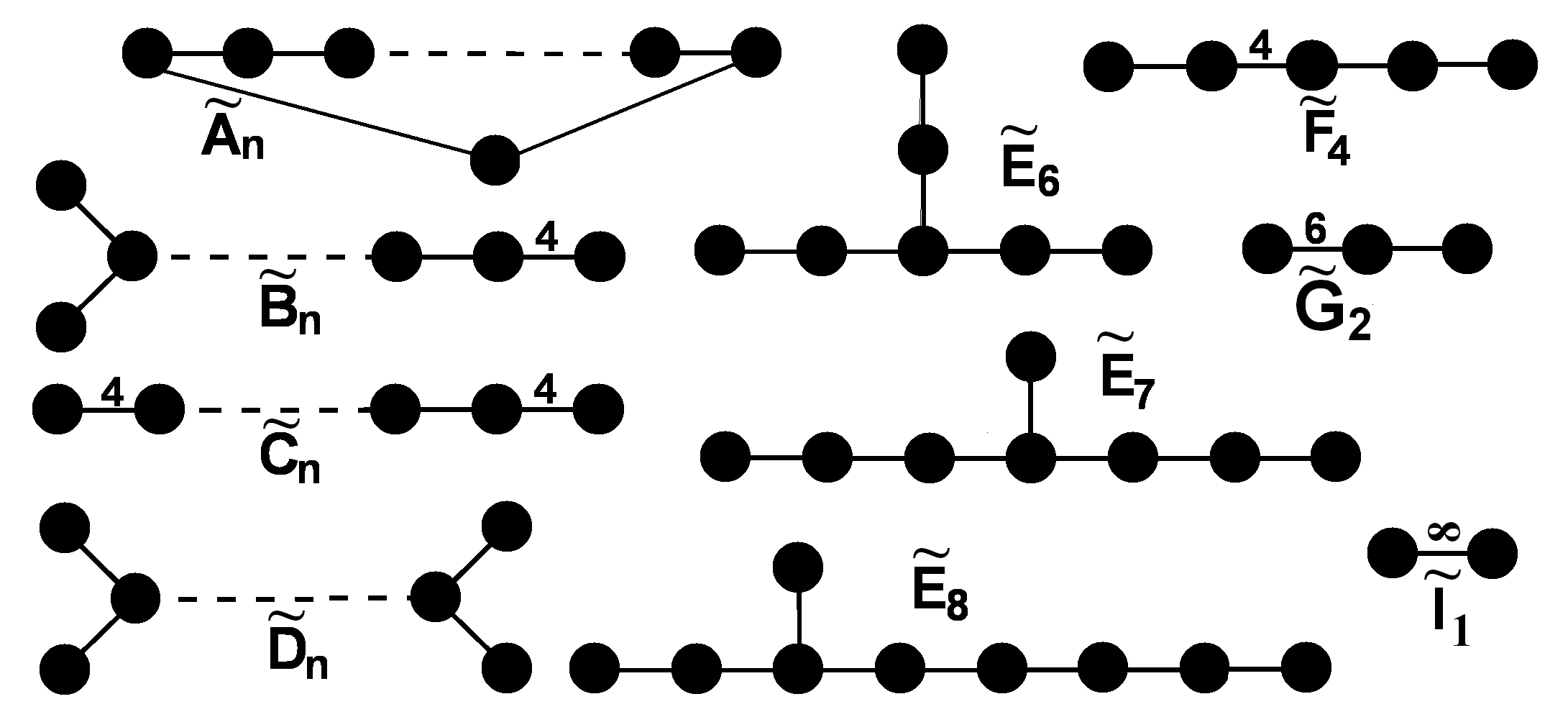
Diagramy Coxetera afinicznych grup Weyla

## Związek z wielościanami
Jeśli przestrzeń jest n-wymiarową sferą, przestrzenią euklidesową lub przestrzenią hiperboliczną, to grupa odbić jest generowana przez odbicia {\displaystyle r_{i}} względem hiperpowierzchni {\displaystyle H_{i},} ograniczających wielościan fundamentalny {\displaystyle P} tej grupy. Względem tego układu generatorów grupa odbić jest grupą Coxetera o relacjach zdefiniowanych następująco:
1. jeśli ściany {\displaystyle H_{i}\cap P} i {\displaystyle H_{j}\cap P} przylegają do siebie i kąt między nimi jest równy {\displaystyle \alpha _{ij},} to {\displaystyle {r_{i}r_{j}}^{n_{ij}}=1,} gdzie {\displaystyle n_{ij}={\frac {\pi }{\alpha _{ij}}},}
2. jeśli ściany {\displaystyle H_{i}\cap P} i {\displaystyle H_{j}\cap P} nie przylegają do siebie, to {\displaystyle n_{ij}=\infty .}

Wielościany fundamentalne grup Coxetera nazywają się wielościanami Coxetera. Wielościanami Coxetera można wypełnić przestrzeń. Mają więc związek z parkietażami i krystalografią.

### Przykłady
- Wielościany Coxetera w n-wymiarowej przestrzeni euklidesowej:
  - 2n-komórka foremna {\displaystyle \{(x_{1},\dots ,x_{n}):0\leqslant x_{i}\leqslant 1,i=1,\dots ,n\},}
  - (n + 1)-komórka (n-sympleks) {\displaystyle \{(x_{1},\dots ,x_{n}):0\leqslant x_{1}\ldots \leqslant x_{n}\leqslant 1\}.}
- Wielościany Coxetera w n-wymiarowej sferze:
  - n-wymiarowy sympleks foremny o boku {\displaystyle \pi /2.}
- Wielościany Coxetera w n-wymiarowej przestrzeni hiperbolicznej:
  - k-wielokąt foremny o kącie {\displaystyle \pi /m} w przestrzeni 2-wymiarowej,
  - dwunastościan foremny (dodekaedr) prostokątny w przestrzeni 3-wymiarowej,
  - 120-ścian foremny prostokątny w przestrzeni 4-wymiarowej.